# El Cartel de los Sapos: el origen
El Cartel de los Sapos: el origen es una serie web de drama criminal producida por Asier Aguilar para Caracol Televisión. Está basada en el libro El Cartel de los Sapos de Andrés López López, y se centra específicamente en la vida los hermanos Villegas, más conocidos como Los Caballeros de Cali. La serie está ambientada en dos épocas, protagonizada primero por Juan Pablo Urrego, y Sebastián Osorio interpretando a los hermanos Villegas en su juventud, y posteriormente siendo reemplazados por Gustavo Angarita Jr., y Carlos Manuel Vesga en su adultez.
La serie se estrenó en vídeo bajo demanda el 28 de julio de 2021 a través de Netflix a nivel mundial, a excepción de Colombia, debido a los derechos de emisión. En Colombia, la serie fue estrenada en televisión abierta el 14 de junio de 2022, por Caracol Televisión, y finalizada el 12 de septiembre del mismo año.

## Reparto
- Gustavo Angarita Jr. como Leonardo Villegas Ulloa[4]
  - Juan Pablo Urrego como Leonardo (joven)[4]
- Carlos Manuel Vesga como Emmanuel Villegas Ulloa[4]
  - Sebastián Osorio como Emmanuel (joven)[4]
- Helena Mallarino como Marlén Ulloa[7]
  - Patricia Tamayo como Marlén (joven)[4]
- Angélica Blandón como Fabiola Montes[8]
- Estefanía Piñeres como Fabiola (joven)
- Adriana Silva como Nora "Norita" Villegas
- Verónica Velásquez como Nora "Norita" (joven)[4]
- Maia Landaburu como Rosario Villarreal
- Camila Zárate como Rosario (joven)[4]
- Margarita Reyes como Mayerly Salcedo 
  - Nicole Santamaría como Mayerly (joven)[4]
- Laura Rodríguez como Raquel Villegas Villarreal [4]
- Jesús de los Ríos como Fabián Villegas Montes
- José Julián Gaviria como Felipe Villegas Montes
- David Prada como Wilmer Villegas Tirado
- Andrés Toro como Jaime Sandoval
- Carlos Córdoba como El Flaco
- Ana María Abello como Doctora Tamayo
- Mila Villamizar como Adelaida Villegas Salcedo
- Josse Narváez como Crustáceo
- Gerardo Calero como Jimmy
- Jhon Mario Rivera como Ramiro Gutiérrez/Danilo González
- Elieen Roca como Ana Elvira
- Paula Castaño como Diana Turbay
- Juan Manuel Lenis como Hugo de la Cruz
- Eduardo Pérez como Hugo de joven
- Alejandro Tamayo- como Fausto de la cruz
- Rodolfo Silva como Nacho Sotomayor
- Julián Farietta como Nacho de Joven[4]
- Sebastián Vega como Alfonso Torres[4]
- Valeria Galviz como Dayana Tirado[4]
- Sebastián Boscán como Fernando Puentes
- James Lawrence como Frank (Padre de Cindy)
- Jorge Iván Rico como Adolfo Aguilar/ Carlos Castaño
- Diego Vélez como General Sepulveda
- Isabel Ganoa como Marina Rectora
- Fernando Lara como Abogado Villa
- Charlotte de Casabianca como Kathy
- Susana Rojas como Deisy[4]
- Javier Gardeazábal como Simón Cadena
- Juan Sebastián Mogollón como Sandoval
- Carlos Congote como Peralta
- Jorge Monterrosa como Caicedo
- Carlos Mario Echeverry como Jairo
- Gabriel Piñeros como Federico
- Jerónimo Aguilar como Nicolas
- Tatiana Barreto como Solange
- Alberto Palacio como Magistrado Molina
- Quique Mendoza como Óscar Cadena/ Orlando Henao Montoya
- Erick Rodríguez como Milton Jiménez "El Cabo"/Wilber Varela "Jabón"
- Julio Pachón como José "Joselín" Villegas
- Andrea Quejuan como Maribel
- Edilberto Buriticá como Oficial Bloque de Búsqueda.
- Caterin Escobar como Gina Manrique
- Juan Sebastián Mogollón como Mercenario
- Jairo Camargo como Uriel Garrido
- Juan Manuel Alzate como Max Tenorio
- Tatu Jokila como Jack
- Ed Hughes como Patrick Sullivan
- Ana María Pérez como Cindy Williams
- Freddy Ordoñez como Guadaña Álvaro José Pérez/Luis Alfonso Patiño Fomeque "El Tocayo"
- Camilo Sáenz como El Alemán/Carlos Lehder
- Laura Londoño como Constanza
- Hans Martínez como Hernando Parra[4]
- Ernesto Benjumea como Mauricio Tirado[4]
- Luis Fernando Salas como Mariano
- Alberto Barrero como Vicente
- Simón Elías como Noah
- Julián Bustamante como Alirio[4]
- Juan Carlos Messier como Becerra/ Hugo Martínez Poveda
- Luz Estrada como Amparo Cadena/Lorena Henao Montoya
- Fernando De La Pava como Gatillo
- Javier Franco como Víctor
- María José Vargas como Periodista
- Antonio Cantillo como Vallejo
- Geovani Bedoya como Escolta
- Alejandra Lara como Daniela
- Juan Carlos Serrano como Agente Mathews
- Carlos Velásquez como Enrique
- Simón Rivera como Sicario y asesino de Pablo Escobar
- Manuel Antonio Gómez General Ibarra/General Roso José Serrano
- Fernando Campo como Iriarte
- Jerónimo Barón como Milton
- Jhon Jairo Jaimes como Walter
- Roberto Marín como Gerardo
- Maximiliano González como Federico Adolescente
- Rafael Núñez como Leonardo
- Anderson Balsero como Soler
- Felipe Andrés Echavarría como Agente Allen
- Natalia Salazar como María Claudia
- Alberto Saavedra como Francisco
- Juan Carlos Ortega como Mackenzie
- Alejandro Sierra como Pedro Sabina (Futbolista Argentino)
- Paula Barreto como Mónica Valencia
- Juan Pablo Acosta como Jaime Olaya